# ره‌گیر دنباله‌دار
ره‌گیر دنباله‌دار، (به انگلیسی: Comet Interceptor) یک مأموریت فضاپیمایی رباتیک به رهبری آژانس فضایی اروپا (ESA) است که برای راه‌اندازی در سال ۲۰۲۸ برنامه‌ریزی شده‌است. این فضاپیما در نقطهٔ لاگرانژی L2 مدار خورشید-زمین به‌صورت «پارک شده» قرار خواهد گرفت و تا مدت ۳ سال برای رسیدن فرصت انجام یک مأموریت پرواز کناری با یک دنباله‌دار غیردوره‌ای دراز مدت در یک مسیر و سرعت قابل دسترسی صبر خواهد کرد.
پژوهشگر اصلی جرج جونز، از آزمایشگاه علوم فضایی مولارد در انگلستان است. حداکثر هزینه اتوبوس فضاپیما به استثنای ابزارهای علمی و خدمات پرتاب، ۱۵۰ میلیون یورو تعیین شده‌است.

## بررسی اجمالی
دنباله‌دارهای طولانی دارای مدار و مرکز بسیار خارج از مرکز هستند و دورهٔ زمانی بازگشت آن‌ها از ۲۰۰ سال تا هزاران سال است، بنابراین معمولاً تنها چند ماه پیش از عبور آن‌ها از منظومه شمسی درونی و بازگشت به نقاط دور منظومه شمسی بیرونی کشف می‌شوند که این زمان بسیار کمی برای برنامه‌ریزی و راه اندازی یک مأموریت است؛ بنابراین، ESA فضاپیمای ره‌گیر دنباله‌دار را در یک مدار هاله پایدار در اطراف نقطه خورشید زمین L2 «پارک» خواهد کرد و منتظر کشف یک دنباله‌دار مناسب خواهد بود که بتواند برای یک پرواز کناری به آن برسد.